# 查尔斯·H·本内特
查尔斯·H·本内特（1943年—）是一位物理学家和信息论理论家，IBM研究院院士，研究方向为量子计算机和細胞自動機，曾获沃爾夫物理學獎和克劳德·E·香农奖。